# Samos (Stadt)
Die Stadt Samos (griechisch Σάμος (f. sg.)) ist das Zentrum der griechischen Insel Samos. Zusammen mit Vathy bildet sie ein nahezu geschlossenes Siedlungsgebiet. Nach der Volkszählung 2011 hatte die Stadt 6191 Einwohner, zusammen mit den umliegenden Siedlungen 6251. Im alltäglichen Sprachgebrauch der Bevölkerung hat sich die alte Unterscheidung Kato Vathy (Κάτω Βαθύ ‚Unter Vathy‘) für Samos und Ano Vathy (Άνω Βαθύ ‚Ober Vathy‘) für Vathy lange erhalten, wird aber heute immer seltener verwendet. Die Stadt ist Verwaltungssitz der Gemeinde Anatoliki Samos.

## Lage
Das Stadtgebiet nimmt im Nordosten der Insel eine Fläche von 9,372 km² ein. Es erstreckt sich um den Scheitelpunkt des Golfes von Vathy (Kolpos Vatheos, Κόλπος Βαθέος) und auf dessen Ostseite einschließlich des gesamten Gebiets bis zu den an der Nordküste gelegenen Siedlungen Asprochorti, Agia Paraskevi und Galazio sowie den der Halbinsel Nisi vorgelagerten Inseln. Nach Nordosten durchzieht der Bergrücken mit Höhen von etwa 250 bis über 400 m das Stadtgebiet. Südöstlich des Stadtzentrums grenzt fast nahtlos das Siedlungsgebiet der Kleinstadt Vathy an. Die Ortschaft Vathy (Δημοτική Κοινότητα Βαθέος) umgibt das Stadtgebiet Samos’ an allen Seiten. Das Stadtzentrum liegt nahe dem Scheitelpunkt des Golfes von Vathy. Die Stadtbebauung folgt dem Uferstreifen, steigt landeinwärts allmählich an und geht im Norden entlang des Golfs in einem schmalen und steilen Küstensaum in den Stadtteil Kalami über.

## Geschichte
Die Ursprünge der Stadt Samos sind eng mit Vathy verknüpft. Die Gegend des heutigen Samos wurde damals Gialos (Γιαλός, „Küste“) genannt und war nur Hafen von Vathy. Mit dem Ende der Piratenüberfälle siedelten sich immer mehr Menschen an der Küste an. Darunter auch Händler von den Ionischen Inseln. Große Lagerhäuser wurden errichtet und langsam entwickelte sich die Siedlung. Zur Unterscheidung wurde der alte Ort Pano Vathy (Πάνω Βαθύ) oder Chorio (Χωριό), der neu am Meer entstandene Kato Vathy (Κάτω Βαθύ) oder Limin Vatheos (Λιμήν Βαθέος) genannt. Nach dem Ende der Griechischen Revolution wurde der Insel Samos im Londoner Protokoll der Anschluss an das Königreich Griechenland verwehrt. Im Gegenzug musst das Osmanische Reich Zugeständnisse machen. Samos wurde ein tributpflichtiges, christliches Fürstentum der Hohen Pforte, das Fürstentum Samos. Der vom Sultan ernannte Verwalter (Bey) musste griechischer Nationalität sein und stand unter dem Schutz von Frankreich, England und Russland. Der 1834 eingesetzte Verwalter der Insel Stefan Bogoridi benannte Limin Vatheos im selben Jahr in Stefanoupolis (Στεφανούπολις) um und machte es bis zum Ende seiner Herrschaft 1849 zur Hauptstadt. Danach wechselte das Verwaltungszentrum bis 1854 nach Chora. Im Frühsommer 1854 entschied der neue Gouverneur Ioannis Gikas, die Hauptstadt wieder an das Meer nach Limin Vatheos (Λιμήν Βαθέος) zu verlegen. Deshalb wurde kurze Zeit später mit den Planungen für den Ausbau des Hafens, der Uferstraße und eines zentralen Platzes, der Platia Pythagoras, begonnen. Nach 1870 bis Anfang des 20. Jahrhunderts wurden zahlreiche öffentliche Gebäude im Neoklassizistischen Stil errichtet, die der Stadt ein einheitlich geschlossenes Bild verliehen. Sie entwickelte sich zum Verwaltungszentrum am Golf von Vathy. Zusätzlich entstand westlich ein Gewerbegebiet mit großen Lagerhäusern, kleinen Gerbereien und einer Mühle. Von 1893 bis 1914 bestand eine französische Postdampfer-Agentur, für die einige Briefmarken in Piaster-Währung mit Aufdruck Vathy herausgegeben wurden.

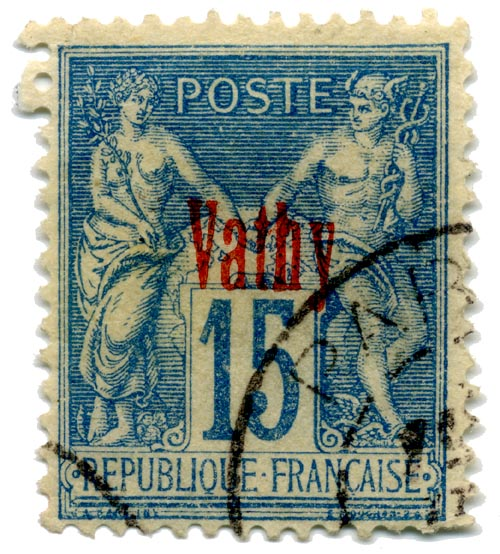
Briefmarke von 1894 für die französische Postdampfer-Agentur Vathy.

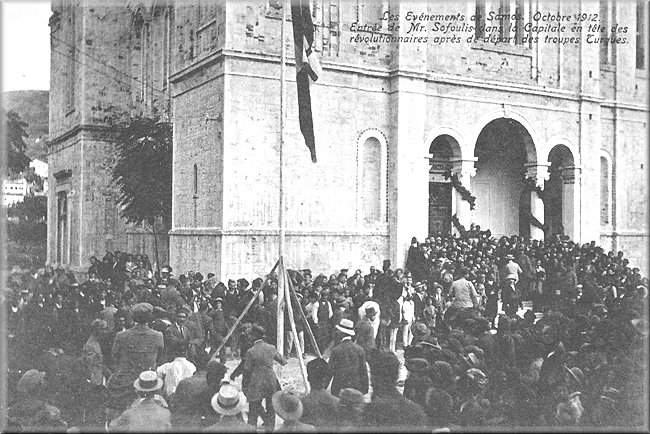
Erklärung der Vereinigung mit Griechenland am 11. November 1912 vor der Kirche Agios Spiridon

Nachdem 1912 im ersten Balkankrieg der letzte Fürst aus seinem Amtssitz vertrieben und zur Resignation gezwungen worden war, verlor Samos nach der Vereinigung mit dem Königreich Griechenland 1913 den Status einer Inselhauptstadt, wurde aber Verwaltungssitz der Präfektur, die auch die Inseln Ikaria und Fourni umfasste. Die hinzugewonnene administrative Bedeutung und der Hafen veranlasste viele Menschen, sich hier niederzulassen. Neue Stadtviertel (Neapoli, Kalami, Koutra) entstanden am Hang östlich der Stadt. Zusätzlich siedelten sich nach 1922 viele Flüchtlinge aus Kleinasien an. Zwischen den Weltkriegen gewann die Tabakverarbeitung an Bedeutung. Mehrere Fabriken mit Lagerhäusern wurden gebaut. In Malagari, westlich von Samos, betreibt seit 1934 die Winzergenossenschaft von Samos (Ένωσης Οινοποιητικών Συνεταιρισμών Σάμου) eine Kellerei.
Während der italienischen Besatzung im Zweiten Weltkrieg wurde die Stadt Sitz der italienischen Streitkräfte. Eine deutsche Fliegerstaffel bombardierte am 17. November 1943 die Stadt, dabei wurden an der Uferpromenade viele der das Stadtbild prägenden Gebäude zerstört. Nach dem Krieg begann der Wiederaufbau der zerstörten Gebäude. Die Lösungen orientierten sich an einer einheitlichen Modernisierung im Stil der großen urbanen Zentren der 1950er und 1960er Jahre. Das Ergebnis veränderte das charakteristische Stadtbild. An der Stelle des Gouverneurpalastes wurde das Hotel Xenia erbaut. An anderen Stellen im Zentrum entstanden moderne Mehrfamilienhäuser.
Unter der damals informellen Bezeichnung Limin Vatheos (Λιμήν Βαθέος ‚Hafen von Vathy‘) wurde die Stadt 1918 Sitz der gleichnamigen Gemeinde (Δήμος Λιμένος Βαθέος Dímos Liménos Vathéos), die 1958 in Samos umbenannt wurden. Als Siedlungen wurden Agia Paraskevi 1940, sowie Asprochorti und Galazio 1981 anerkannt und der Gemeinde angeschlossen, die 1961 anerkannte Siedlung Kalami 1981 als Stadtteil integriert. Die Stadtgemeinde Samos (Δήμος Σαμίων Dímos Samíon) wurde durch die Gebietsreform 1997 mit acht Landgemeinden (gr. κοινότητες) zur Gemeinde Vathy (Δήμος Βαθέος Dímos Vathéos) fusioniert, mit der Stadt Samos als Verwaltungssitz. Die damals geschaffenen vier Inselgemeinden wurden durch das 2010 beschlossene Kallikratis-Programm zur Gemeinde Samos zusammengelegt und die Stadt zu deren Verwaltungssitz. Seit der Auftrennung der Insel in zwei Gemeinden 2019 ist die Stadt Verwaltungssitz der neu geschaffenen Gemeinde Anatoliki Samos.
Durch ein starkes Erdbeben in der Ägäis wurden am 30. Oktober 2020 zwei Menschen getötet und zahlreiche zumeist alte Gebäude zerstört und beschädigt.
Einwohnerentwicklung von Samos
| Name           | griechischer Name | 1913 | 1920 | 1928 | 1940  | 1951 | 1961 | 1971 | 1981 | 1991 | 2001 | 2011 |
| -------------- | ----------------- | ---- | ---- | ---- | ----- | ---- | ---- | ---- | ---- | ---- | ---- | ---- |
| Samos          | Σάμος             | 6627 | 6143 | 8636 | 7115  | 5970 | 5469 | 5146 | 5275 | 5792 | 6236 | 6191 |
| Agia Paraskevi | Αγία Παρασκευή    |      |      |      | 0024  | 0037 | 0025 | 0010 | 0038 | 0005 | 0009 | 0026 |
| Kalami         | Καλάμι            |      |      |      |       |      | 0248 | 0325 |      |      |      |      |
| Asprochorti    | Ασπροχόρτι        |      |      |      |       |      |      |      |      | 0009 | 0015 | 0011 |
| Galazio        | Γαλάζιο           |      |      |      |       |      |      |      |      | 0018 | 0015 | 0023 |
| Gesamt         | Gesamt            |      | 6143 | 8636 | 7143* | 6007 | 5742 | 5481 | 5613 | 5824 | 6275 | 6251 |

* einschließlich Kotsikas mit 4 Bewohnern

### Öffentliche Einrichtungen
- Sitz diverser Verwaltungsebenen

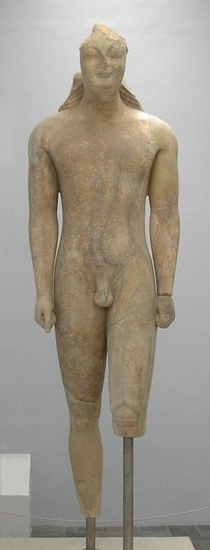
Der große Kouros von Samos im Archäologischen Museum Samos

- militärischer Oberbefehl von Samos (Στρατιωτικής Διοίκησης Σάμου)
- Polizeidirektion (Αστυνομικής Διεύθυνσης)
- Krankenhaus der Präfektur (Νομαρχιακό Νοσοκομείο)
- Historisches Archiv von Samos und öffentliche Bibliothek

### Kulturelle Einrichtungen
- Sitz des Metropoliten von Samos und Ikaria (Μητροπολίτη Σάμου και Ικαρίας)
- Museen

- Das Archäologische Museum von Samos ist in zwei Gebäuden untergebracht. Es gehört zu den bedeutendsten Museen der Ägäischen Inseln und zeigt überwiegend Fundstücke aus dem Bereich des Heraions von Samos. Im alten (1912 erbauten) Gebäude sind die Kleinfunde untergebracht. Im neuen Gebäude, das 1987 mit finanzieller Unterstützung der VolkswagenStiftung errichtet wurde, sind zahlreiche Kourosstatuen ausgestellt, u. a. die größte Griechenlands.
- Das Byzantinische Museum zeigt ausschließlich kirchliche Kunst des 15. bis 19. Jahrhunderts, wie Ikonen, Messgewänder, Kruzifixe und Bücher.

### Hafen
Durch die Lage am Ende des Golfes besitzt Samos einen der sichersten Häfen der Ägäis. An dem 150 m langen Pier können gleichzeitig fünf Schiffe anlegen. Zusätzlich gibt es einen Bereich für Fischer- und Segelboote. Die Fährgesellschaften Hellenic Seaways und G.A. Ferries bedienen die täglichen Verbindungen mit Piräus über die Kykladen und Ikaria.